# International Navistar de México
International-Navistar de México, S. de R. L. de C.V. también conocido como International Navistar es una industria automotriz dedicada a diseñar tecnologías y servicios para el sector autotransporte en México.

## Historia de International
En 1831 Cyrus McCormick creó un modelo de segadora mecánica con todos los componentes esenciales de las máquinas que se comercializaron con posterioridad. Esta segadora fue patentada en Chicago en 1847. Dos décadas después, en 1902 la “McCormick Harvesting Machine Company” se fusionó con la “Deering Harvester Company” y otras tres pequeñas compañías fabricantes de segadoras; “Milwaukee”, “Plano”, y “Warder”, para crear la International Harvester Corporation (IHC), ubicada en Chicago, Illinois/Akron, Ohio con la idea de desarrollar nuevos productos con motores de combustión interna. La nueva entidad tenía 25.000 empleados y sus ventas superaban los 52 millones de dólares.
En 1914, la marca IHC (International Harvester Corporation) pasa a denominarse sencillamente “International” y en 1915 las ventas de camiones para uso urbano superaron por primera vez a las ventas camiones para uso agrícola. En 1918 varios de los productos de la compañía son adaptados para ser utilizados en la Primera Guerra Mundial, para entonces, el camión ya no sólo se vende para ser utilizado en granjas sino también para servicio urbano y general.
En 1980 se inicia un fuerte periodo de recesión en la compañía y se dejan de producir vehículos ligeros para concentrarse nuevamente en los camiones y autobuses escolares. En 1986, International, cambió su denominación por la de “Navistar International Corporation”.

## International en México
International inicia operaciones en México desde 1926 al asociarse en diferentes facetas tecnológicas. Pero es hasta 1996 cuando aparece de manera oficial en el país, al comercializar sus productos y construir su propia planta de ensamble en Nuevo León en la cual se fabrican actualmente tractocamiones, medianos, ligeros y chasis para autobuses de América.
La planta en Escobedo exporta poco más del 80% de su producción a más de 15 países como Estados Unidos, Canadá, Centro y Sudamérica, Sudáfrica, Australia, Emiratos Árabes, Túnez e India entre otros.